# Арпад Костолањи
Арпад Костолањи (мађ. Kosztolányi Árpád; Суботица, 11. јануара 1859. – Суботица, 3. децембра 1926) био је професор и директор Мађарске гимназије у Суботици. Отац је мађарског писца Дежеа Костолањија. 

## Живот и рад
Рођен је у Суботици 1859. године. Његов отац, Агоштон Костолањи учествовао је у Мађарској револуцији 1848/49 као капетан мађарске војске. Мајка му се звала Розалија Кадар. Завршио је средњу школу у свом родном месту. Студирао је у Будимпешти и Берлину. Диплому је стекао 1881. године. Неко време је радио са познатим мађарским физичарем Лорандом Етвешом. Од 1883. предавао је математику и физику у Мађарској гимназији у Суботици. Од 1901. до пензионисања био је директор поменуте установе. Такође се бавио књижевношћу. Писао је кратке приче и песме за савремене листове.

## Дела

### Чланци
- Szappanléhártyák, Természettudományi Közlöny, 1880.
- Folyadékhártyák mint mechanikai tételek bizonyítékai, Természettudományi Közlöny, 1881.
- Az elektromosság elhelyezkedése, Mathematikai és Physikai Lapok
- A szülői ház közreműködése a természettudományok oktatásában, Szabadkai Főgymnasium Értesítője, 1886.
- A percentszámolás tanításának módszere, Szabadkai Főgymnasium Értesítője, 1889.
- A kamatszámolás reformterve, Szabadkai Főgymnasium Értesítője, 1897.
- Kókainé. Paródia Gyulai Pál Pókainé c. költeményére, Szabadkai Hirlap, 1898. 16. szám.

### Књиге
- Az ingamozgás elmélete. Dissertatio inauguralis. Eszék, 1883.